# زيهوي
قاموس زيهوي هو قاموس باللغة الصينية كتبه مي ينغزو سنة 1615.
يشتهر هذا القاموس بإدخال ابتكارين معجميين لا يزالان يستخدمان حتى يومنا هذا: نظام 214-حرف لفهرسة المقاطع الصينية، والذي حل محل نظام 540-حرف لقاموس شوون جيزي التقليدي، وطريقة الفرز الحروف والضربات.